# Myles Weston
Myles Arthur Eugene Wesley Weston (Londra, 12 marzo 1988) è un calciatore antiguo-barbudano con cittadinanza britannica, centrocampista o attaccante del Bromley.

## Caratteristiche tecniche
Ala sinistra, può giocare anche come prima punta o come esterno d'attacco destro. In alternativa può scalare anche nel ruolo di esterno in un centrocampo a 4. Fa della rapidità la sua arma migliore.

## Carriera

### Club
Il primo luglio 2009 passa al Brentford in cambio di circa 30000 €. Totalizza più di 275 presenze e 27 gol tra la terza e la quarta divisione inglese.

### Nazionale
Dopo aver giocato nelle nazionali giovanili dell'Inghilterra, nel 2014 è convocato dalla nazionale dell'Antigua e Barbuda. Il 12 novembre 2014 fa il suo debutto nella Coppa dei Caraibi, andando a segno nella sfida contro Haiti (2-2).

## Statistiche

### Cronologia presenze e reti in nazionale
Aggiornato al 31 maggio 2023

| Cronologia completa delle presenze e delle reti in nazionale ― Antigua e Barbuda | Cronologia completa delle presenze e delle reti in nazionale ― Antigua e Barbuda | Cronologia completa delle presenze e delle reti in nazionale ― Antigua e Barbuda | Cronologia completa delle presenze e delle reti in nazionale ― Antigua e Barbuda | Cronologia completa delle presenze e delle reti in nazionale ― Antigua e Barbuda | Cronologia completa delle presenze e delle reti in nazionale ― Antigua e Barbuda | Cronologia completa delle presenze e delle reti in nazionale ― Antigua e Barbuda | Cronologia completa delle presenze e delle reti in nazionale ― Antigua e Barbuda |
| Data                                                                             | Città                                                                            | In casa                                                                          | Risultato                                                                        | Ospiti                                                                           | Competizione                                                                     | Reti                                                                             | Note                                                                             |
| -------------------------------------------------------------------------------- | -------------------------------------------------------------------------------- | -------------------------------------------------------------------------------- | -------------------------------------------------------------------------------- | -------------------------------------------------------------------------------- | -------------------------------------------------------------------------------- | -------------------------------------------------------------------------------- | -------------------------------------------------------------------------------- |
| 12-11-2014                                                                       | Montego Bay                                                                      | Haiti                                                                            | 2 – 2                                                                            | Antigua e Barbuda                                                                | Coppa dei Caraibi 2014 - Fase a gironi                                           | 1                                                                                |                                                                                  |
| 15-11-2014                                                                       | Montego Bay                                                                      | Giamaica                                                                         | 3 – 0                                                                            | Antigua e Barbuda                                                                | Coppa dei Caraibi 2014 - Fase a gironi                                           | -                                                                                |                                                                                  |
| 5-9-2015                                                                         | North Sound                                                                      | Antigua e Barbuda                                                                | 1 – 0                                                                            | Guatemala                                                                        | Qual. Mondiali 2018                                                              | 1                                                                                |                                                                                  |
| 9-9-2015                                                                         | Città del Guatemala                                                              | Guatemala                                                                        | 2 – 0                                                                            | Antigua e Barbuda                                                                | Qual. Mondiali 2018                                                              | -                                                                                |                                                                                  |
| 22-3-2018                                                                        | North Sound                                                                      | Antigua e Barbuda                                                                | 3 – 2                                                                            | Bermuda                                                                          | Amichevole                                                                       | 1                                                                                | 72’                                                                              |
| 26-3-2018                                                                        | Kingston                                                                         | Giamaica                                                                         | 1 – 1                                                                            | Antigua e Barbuda                                                                | Amichevole                                                                       | -                                                                                |                                                                                  |
| 8-9-2018                                                                         | North Sound                                                                      | Antigua e Barbuda                                                                | 0 – 3                                                                            | Saint Lucia                                                                      | CONCACAF Nations League 2019-2020 - Qualificazioni                               | -                                                                                |                                                                                  |
| 13-10-2018                                                                       | Nassau                                                                           | Bahamas                                                                          | 0 – 6                                                                            | Antigua e Barbuda                                                                | CONCACAF Nations League 2019-2020 - Qualificazioni                               | 3                                                                                | 79’                                                                              |
| 20-11-2018                                                                       | Fort-de-France                                                                   | Martinica                                                                        | 4 – 2                                                                            | Antigua e Barbuda                                                                | CONCACAF Nations League 2019-2020 - Qualificazioni                               | 1                                                                                |                                                                                  |
| 3-6-2022                                                                         | Gros Islet                                                                       | Barbados                                                                         | 0 – 1                                                                            | Antigua e Barbuda                                                                | CONCACAF Nations League 2022-2023 - Fase a gironi                                | -                                                                                | 89’                                                                              |
| 6-6-2022                                                                         | Basseterre                                                                       | Antigua e Barbuda                                                                | 1 – 0                                                                            | Guadalupa                                                                        | CONCACAF Nations League 2022-2023 - Fase a gironi                                | 1                                                                                |                                                                                  |
| 10-6-2022                                                                        | Basseterre                                                                       | Antigua e Barbuda                                                                | 0 – 2                                                                            | Cuba                                                                             | CONCACAF Nations League 2022-2023 - Fase a gironi                                | -                                                                                |                                                                                  |
| 24-3-2023                                                                        | Les Abymes                                                                       | Guadalupa                                                                        | 0 – 1                                                                            | Antigua e Barbuda                                                                | CONCACAF Nations League 2022-2023 - Fase a gironi                                | -                                                                                |                                                                                  |
| 26-3-2023                                                                        | North Sound                                                                      | Antigua e Barbuda                                                                | 1 – 2                                                                            | Barbados                                                                         | CONCACAF Nations League 2022-2023 - Fase a gironi                                | 1                                                                                |                                                                                  |
| 9-9-2023                                                                         | North Sound                                                                      | Antigua e Barbuda                                                                | 1 – 5                                                                            | Guyana                                                                           | CONCACAF Nations League 2023-2024 - 1º Turno                                     | -                                                                                | 88’                                                                              |
| 13-9-2023                                                                        | Bayamón                                                                          | Porto Rico                                                                       | 5 – 0                                                                            | Antigua e Barbuda                                                                | CONCACAF Nations League 2023-2024 - 1º Turno                                     | -                                                                                | 36’                                                                              |
| Totale                                                                           |                                                                                  | Presenze                                                                         | 16                                                                               |                                                                                  | Reti                                                                             | 9                                                                                |                                                                                  |